# Otto Haag
Otto Haag (* 7. Juni 1906 in Heilbronn; † 31. August 1991 ebenda) war ein deutscher Weingärtner und Politiker (FDP/DVP).

## Leben
Otto Haag entstammte einer Heilbronner Weingärtnerfamilie, seine Vorfahren waren seit über 250 Jahren im Weinbau tätig. Seit Ende des 19. Jahrhunderts war die Familie auch politisch aktiv, sein Vater Heinrich Haag, sein Großvater Wilhelm Haag und sein Urgroßvater Martin Haag waren alle Mitglieder des Reichstages gewesen, der Großvater zudem Landtagsabgeordneter. Alle drei waren zudem Vorstandsmitglieder verschiedener Weingärtner-Vereine und -Verbände.
Von 1912 bis 1921 besuchte Otto Haag Grund- und Realschule in Heilbronn. Von seinem Vater und im Winterkurs an der Weinbauschule in Weinsberg erlernte er das Weingärtnerhandwerk und arbeitete im elterlichen Betrieb, den er dann übernahm. Nach der Zerstörung des Betriebs beim Luftangriff auf Heilbronn am 4. Dezember 1944 baute er ihn ab 1945 wieder auf.
In der Nachkriegszeit engagierte er sich im evangelischen Kirchengemeinderat Heilbronns und war Dirigent eines Kirchenchores. 1955 bis 1964 war er Präsident des Weinbauverbandes Württemberg-Baden, ab 1965 bis 1972 dann Präsident des Weinbauverbandes Württemberg. In seiner Amtszeit unterstützte er viele Rebflurbereinigungen und Kelterneubauten im Weinbaugebiet Württemberg.
1956 folgte er der Familientradition und wurde für die FDP/DVP Mitglied des Landtags von Baden-Württemberg. Er errang ein Zweitmandat im Wahlkreis Heilbronn-Land II. Bei der nächsten Wahl 1960 wurde er nicht wiedergewählt, rückte aber 1964 nach dem Tod des Abgeordneten Gottlieb Leeger über ein Zweitmandat im Wahlkreis Stuttgart 3 für wenige Tage noch in den Landtag nach. Von 1965 bis 1971 gehörte er dem Heilbronner Gemeinderat als Stadtrat der FDP/DVP an.
Haag interessierte sich für Natur- und Landschaftsschutz sowie die Geschichte des Weinbaus in Württemberg und förderte die Errichtung eines Weinbaumuseums in Heilbronn. In Form einer Dauerausstellung zum Weinbau im Alten Milchhof wurde dieses Museum im Rahmen der Städtischen Museen Heilbronn schließlich 1990 eröffnet, 2004 aber aus Kostengründen wieder geschlossen. Neben zahlreichen Fachartikeln zum Weinbau veröffentlichte Haag auch lokalhistorische Beiträge. Teile seines Nachlasses befinden sich im Stadtarchiv Heilbronn.

## Familie
1936 heiratete Haag seine Frau Martha, geb. Schuh, mit der er sechs Kinder hatte, darunter den 1946 geborenen Sohn Martin Haag, der 1990 Aufsichtsratsvorsitzender und 1998 bis 2010 Vorstandsvorsitzender der Genossenschaftskellerei Heilbronn-Erlenbach-Weinsberg war und 2004 bis 2009 dem Heilbronner Gemeinderat angehörte.

## Auszeichnungen
1970 erhielt Otto Haag das Bundesverdienstkreuz 1. Klasse. Im selben Jahr wurde er zum Ehrenpräsidenten des Weinbauverbandes Württemberg ernannt, und es wurde ihm die Ehrenmitgliedschaft des Deutschen Weinbauverbandes verliehen.